# Bébing
Bébing é uma comuna francesa na região administrativa de Grande Leste, no departamento de Mosela. Estende-se por uma área de 9,57 km². Em 2010 a comuna tinha 202 habitantes (densidade: 21,1 hab./km²).